# Solfito di sodio
Il solfito di sodio (o solfito sodico) è il sale di sodio dell'acido solforoso. Esiste anche in forma eptaidrata, ma è meno utile a causa della sua maggiore suscettibilità all'ossidazione da parte dell'aria.
A temperatura ambiente si presenta come un solido bianco inodore.
Trova impiego come additivo col codice E221.

## Preparazione
Il solfito di sodio può essere preparato trattando una soluzione di idrossido di sodio con anidride solforosa. Se condotto in acqua calda, Na2SO3 inizialmente precipita come solido giallo. Con più SO2, il solido si dissolve per dare il disolfito, che si cristallizza con il raffreddamento:
{\displaystyle {\ce {SO2 + 2 NaOH -> Na2SO3 + H2O}}}
Il solfito di sodio viene prodotto industrialmente trattando l'anidride solforosa con una soluzione di carbonato di sodio.  La reazione generale è:
{\displaystyle {\ce {SO2 + Na2CO3 -> Na2SO3 + CO2}}}

## Applicazioni
Il solfito di sodio è utilizzato principalmente nell'industria della cellulosa e della carta.
Come agente di assorbimento dell'ossigeno, è usato per trattare l'acqua che viene alimentata alle caldaie a vapore per evitare problemi di corrosione. Nell'industria fotografica protegge le soluzioni di sviluppo dall'ossidazione e viene anche usato per lavare il fissatore (tiosolfato di sodio) dal film e dalle emulsioni di carta fotografica
Come agente riducente viene utilizzato nell'industria tessile come agente sbiancante, desolforante e declorante (ad esempio nelle piscine). Le sue proprietà riducenti sono sfruttate nel suo uso come conservante per prevenire lo scolorimento della frutta secca e per preservare le carni.
È usato come agente solfonante e solfometilante e nella produzione di tiosolfato di sodio.

## Forma eptaidrata
Se si lascia cristallizzare il solfito di sodio da una soluzione acquosa a temperatura ambiente o inferiore,  si genera l'eptaidrato. I cristalli di eptaidrato efflorescono nell'aria calda e secca. I cristalli di eptaidrato si ossidano all'aria per formare il solfato.